# جنیفر فینیگن
جنیفر فینیگِن (انگلیسی: Jennifer Finnigan؛ زادهٔ ۲۲ اوت ۱۹۷۹) بازیگر اهل کانادا است. وی از سال ۱۹۹۶ میلادی تاکنون مشغول فعالیت بوده‌است.
از فیلم‌ها یا مجموعه‌های تلویزیونی که وی در آن‌ها نقش داشته است، می‌توان به جسور و زیبا و جنس مخالف اشاره نمود.